# Parti libéral démocrate
De Parti libéral démocrate PLD, Nederlands: Liberaal-Democratische Partij, is een kleine politieke partij in Frankrijk, die zichzelf als ideologische opvolger van de in 2002 opgeheven Démocratie libérale DL beschouwt.

## Geschiedenis
De Parti libéral démocrate ontstond in april 2008 als een afsplitsing van de partij Alternative Libérale AL. Behalve oud-leden van de AL sloten zich ook enkele leden van de UMP, partijloze liberalen en oud-leden van de UDF bij de PLD aan. De partij steunde tijdens de presidentsverkiezingen van 2012 de kandidatuur van het centrum, van François Bayrou, maar na diens uitschakeling in de eerste ronde schaarde men zich achter de kandidatuur van de zittende president, de liberale conservatief Nicolas Sarkozy, die het in de tweede ronde tegen François Hollande opnam van de Parti socialiste. Hollande werd president.
De Parti libéral démocrate sloot zich in januari 2013 bij de Union des démocrates et indépendants UDI aan, een samenwerkingsverband van centrumrechtse partijen, maar verliet de UDI in het najaar alweer. 
De PLD heeft enkele gekozenen op regionaal en gemeentelijk niveau, maar heeft geen zetels in het Franse parlement. De partij staat onder leiding van Aurélien Véron, oud-lid van Alternative Libérale en de denktank Réforme et modernité.

## Ideologie
De Parti libéral démocrate is een klassiek liberale partij met een centrumrechts profiel. Men streeft naar een kleinere overheid, vermindering van de overheidsuitgaven, een vlaktaks, directe democratie, de invoering van referenda en school vouchers naar Amerikaans model en ongelimiteerde vrijheid van meningsuiting. 
De partij onderscheidt zich van Alternative Libérale, dat veel meer in het politieke midden was gepositioneerd.
De partij werkt met zowel de centrumrechtse Les Républicains als partijen van het politieke midden samen en ondersteunt bij lokale verkiezingen behalve kandidaten van de eigen partij ook kandidaten van partijen als Les Républicains, de Alliance centriste, MoDem en partijloze politici.